# Pallanuoto agli VIII Giochi asiatici
L'VIII torneo asiatico di pallanuoto si è svolto nel contesto degli VIII Giochi asiatici, dal 12 al 19 dicembre 1978. La rassegna si è tenuta per la terza Bangkok.
Il torneo si è giocato con la formula del girone unico. A prevalere è stata, per la prima volta, la Cina.

## Risultati
| 12 dicembre | Singapore | 9 – 4 | Corea del Nord |  |

| 12 dicembre | Kuwait | 9 – 5 | Hong Kong |  |

| 13 dicembre | Corea del Nord | 14 – 2 | Thailandia |  |

| 13 dicembre | Cina | 25 – 1 | Kuwait |  |

| 13 dicembre | Giappone | 17 – 0 | Hong Kong |  |

| 14 dicembre | Thailandia | 8 – 3 | Hong Kong |  |

| 14 dicembre | Giappone | 5 – 0 | Corea del Nord |  |

| 14 dicembre | Cina | 12 – 1 | Singapore |  |

| 15 dicembre | Corea del Nord | 10 – 1 | Kuwait |  |

| 15 dicembre | Cina | 21 – 1 | Thailandia |  |

| 15 dicembre | Singapore | 13 – 0 | Hong Kong |  |

| 16 dicembre | Singapore | 4 – 10 | Giappone |  |

| 16 dicembre | Thailandia | 10 – 6 | Kuwait |  |

| 16 dicembre | Corea del Nord | 9 – 1 | Hong Kong |  |

| 17 dicembre | Thailandia | 1 – 20 | Giappone |  |

| 17 dicembre | Singapore | 15 – 1 | Kuwait |  |

| 17 dicembre | Cina | 13 – 2 | Corea del Nord |  |

| 18 dicembre | Giappone | 18 – 1 | Kuwait |  |

| 18 dicembre | Cina | 25 – 4 | Hong Kong |  |

| 19 dicembre | Singapore | 11 – 2 | Thailandia |  |

| 19 dicembre | Cina | 11 – 1 | Giappone |  |

## Classifica finale
|         | Squadra        | Punti | G | V | N | P | GF  | GS | Diff |
| ------- | -------------- | ----- | - | - | - | - | --- | -- | ---- |
| Oro     | Cina           | 12    | 6 | 6 | 0 | 0 | 107 | 10 | +97  |
| Argento | Giappone       | 10    | 6 | 5 | 0 | 1 | 71  | 17 | +54  |
| Bronzo  | Singapore      | 8     | 6 | 4 | 0 | 2 | 53  | 29 | +24  |
| 4.      | Corea del Nord | 6     | 6 | 3 | 0 | 3 | 39  | 31 | -8   |
| 5.      | Thailandia     | 4     | 6 | 2 | 0 | 4 | 24  | 75 | -51  |
| 6.      | Kuwait         | 2     | 6 | 1 | 0 | 5 | 19  | 83 | -64  |
| 7.      | Hong Kong      | 0     | 6 | 0 | 0 | 6 | 13  | 81 | -68  |

## Fonti
- (EN) AASF - All Asian Games results (PDF), su asiaswimmingfederation.org. URL consultato il 14 marzo 2011 (archiviato dall'url originale l'11 agosto 2011).
- (EN) Todor66.com - Sport statistics Archive, su todor66.com.